# Polystira albida
Polystira albida är en snäckart som först beskrevs av G. Perry 1811.  Polystira albida ingår i släktet Polystira och familjen Turridae. Inga underarter finns listade i Catalogue of Life.